# Snövålen
Snövålen är en sjö i Hultsfreds kommun och Oskarshamns kommun i Småland och ingår i Viråns huvudavrinningsområde. Sjön är 9 meter djup, har en yta på 0,4 kvadratkilometer och befinner sig 98,4 meter över havet.

## Delavrinningsområde
Snövålen ingår i det delavrinningsområde (636500-151710) som SMHI kallar för Mynnar i Näjern. Medelhöjden är 113 meter över havet och ytan är 25,13 kvadratkilometer. Räknas de 2 avrinningsområdena uppströms in blir den ackumulerade arean 96,03 kvadratkilometer. Illån som avvattnar avrinningsområdet har biflödesordning 2, vilket innebär att vattnet flödar genom totalt 2 vattendrag innan det når havet efter 40 kilometer. Avrinningsområdet består mestadels av skog (80 %) och jordbruk (12 %). Avrinningsområdet har 0,7 kvadratkilometer vattenytor vilket ger det en sjöprocent på 2,6 %.